# Kwarta (podatek)
Kwarta (łac. quarta pars, czyli czwarta część) – nazwa dawnego podatku ustanowionego w 1563 roku naliczanego dzierżawcom w wysokości 1/4, a od 1567 1/5 dochodów z dóbr królewskich. Podatek ten przeznaczony był na utworzenie i utrzymanie tzw. wojska kwarcianego.

## Wykorzystanie kwarty
- na cele obrony potocznej,
- w 1602 r. kwarta poszła na wydatki w Inflantach
- w 1605 r. na wojnę w Inflantach
- w 1610 r. opłacono wojsko pod Smoleńskiem